# 國道30號 (日本)

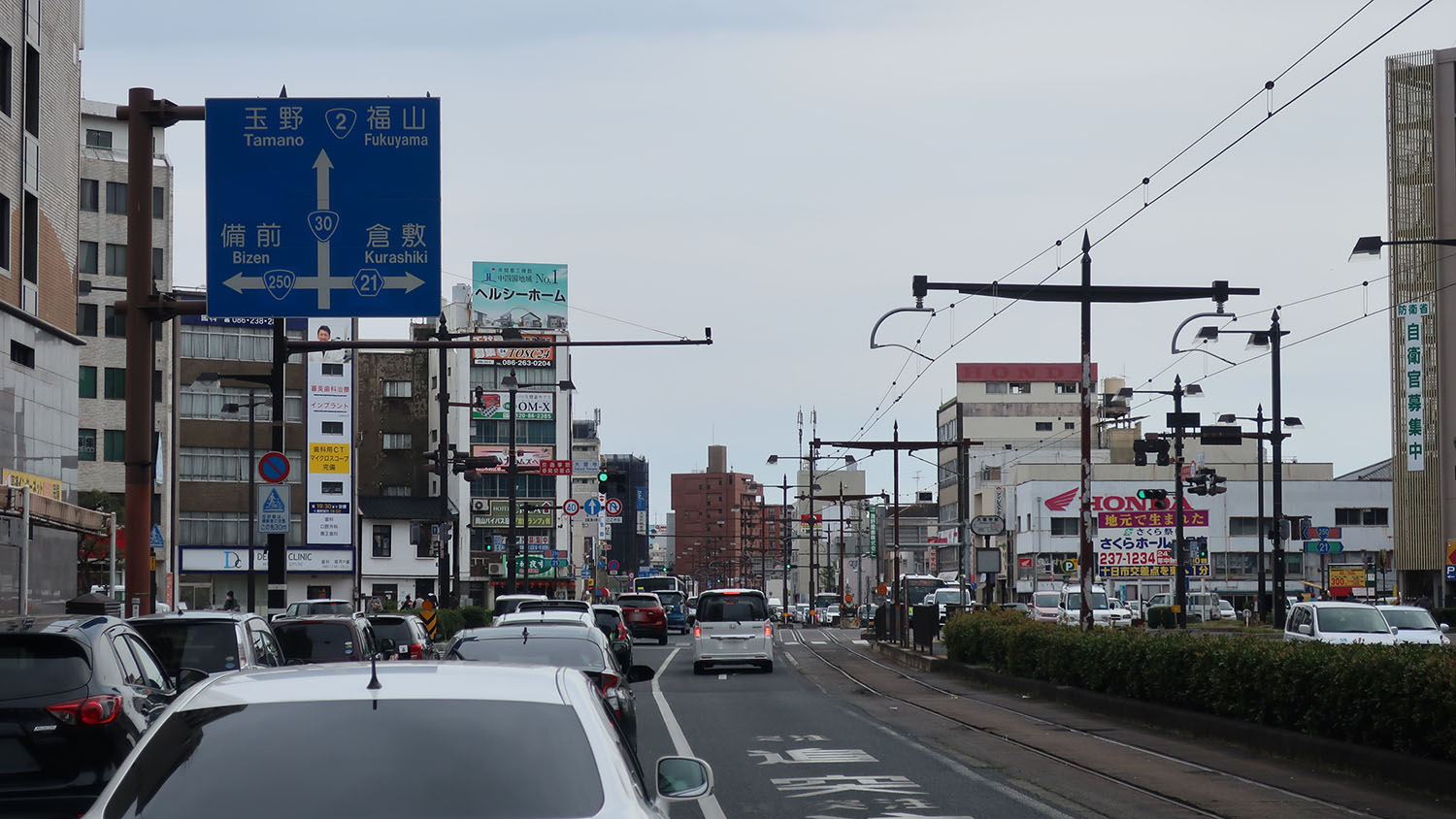
國道30号 起点
冈山县冈山市北区大云寺十字路口

国道30号（日语：／ Kokudō sanjū-gō）是从冈山县冈山市北区到香川县高松市的一般国道。

## 概要
横跨濑户内海的本州冈山县和四国一侧的香川县之间，冈山县玉野市和香川县高松市之间由航路連接（宇野港-高松港）。瀨戶中央自動車道是对应国道30号线汽车专用路段的高速公路（本州四國聯絡道路），通过瀨戶大橋跨越瀨戶内海。

### 路線資訊
根据规定一般国道路线指定条例 的起终点和途經地如下。
- 起点：冈山市（北区、大云寺十字路口=国道53号线、国道180号线、冈山县道21号冈山儿岛线、冈山县道162号线冈山仓敷线起点、国道250号终点）
- 终点：高松市（中新町十字路口=国道11号线、国道32号线、国道193号线、国道492号线、香川县道33号线高松善通寺线起点、国道436号线、香川县道43号线中德三谷高松线旧路,香川县道 155 村中信线尽头 )
- 主要途經地：岡山縣都窪郡早島町、仓敷市、玉野市、坂出市

## 地理

### 途經的自治體
*不包括濑户中央自動車道部分。
- 冈山县
  - 冈山市（北区～南区）～玉野市
- 香川县
  - 高松市

## 脚注
1. ↑  . e-Gov法令検索. 総務省行政管理局.   [2012-10-15]. （原始内容存档于2021-05-07）.